# Plattdütsche Husfründ

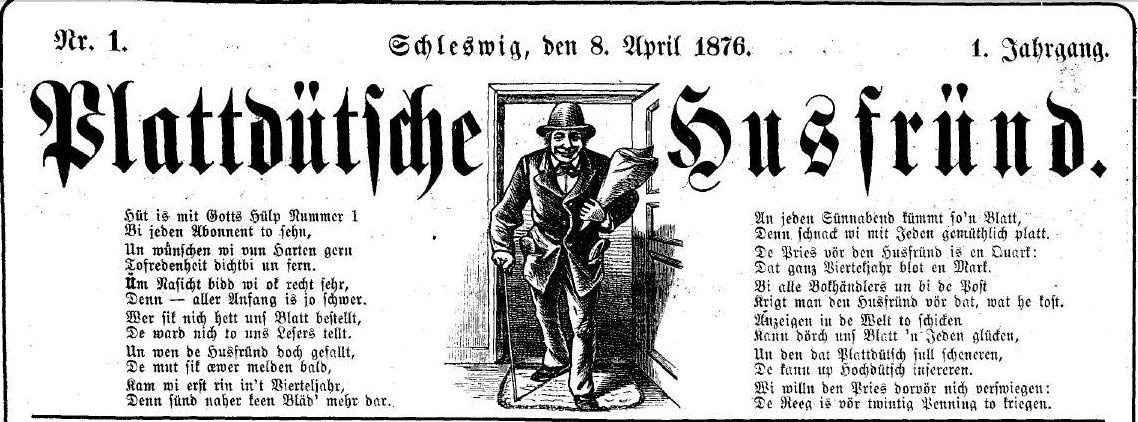
Titelkopf der ersten Ausgabe des Plattdütschen Husfründ

Der Plattdütsche Husfründ war eine Wochen-Zeitschrift, die von 1876 bis 1880 in Leipzig bei Koch erschien. 
Die Zeitschrift wurde auf Anregung von Klaus Groth gegründet und verstand sich als ein Volksblatt für alle Plattdeutschen. Weitere namhafte niederdeutsche Schriftsteller lieferten Beiträge, Karl Theodor Gaedertz lieferte Literatur-Kritiken, jedoch musste das Blatt bereits nach fünf Jahren wegen zu geringer Abonnentenzahl eingestellt werden.
Exemplare der Zeitschrift befinden sich heute in der Universitätsbibliothek Kiel, der Landesbibliothek Mecklenburg-Vorpommern und der SLUB Dresden.